# Амбре (духи)
Амбре́ (фр. extrait d'ambre) — в XIX веке сорт духов, приготовлявшихся из эссенции серой амбры с примесью других веществ: мускуса, розового масла и т. д.
Амбре отличалось крепким и нескоро выдыхающимся запахом; бельё, надушенное амбре, сохраняло запах и после мытья с мылом.
Способы приготовления амбре могли различаться; дешёвые сорта духов из-за дороговизны амбры содержали её мало, и зачастую в них не было и признаков амбры. Настоящее заграничное амбре приготовлялось по следующему рецепту:
- эссенция амбры — 1/2 кварты;
- крепкий розовый спирт (esprit de rose triple) — 1/4;
- эссенция мускуса — 1/5;
- экстракт ванили— 4 лота.

В России амбре долгое время пользовалось известностью и имело огромный сбыт, который постепенно спал из-за резкого запаха амбре и, больше, из-за дороговизны настоящего амбре.